# Lydella cessatrix
Lydella cessatrix là một loài ruồi trong họ Tachinidae.